# Virus de la febre de la Vall del Rift
El virus de la febre de la Vall del Rift (vFVR) és un Phlebovirus de la família dels Bunyavirus la qual es caracteritza per englobar virus d'ARN monocatenari negatiu (o virus (-)ssRNA) amb un genoma tripartit, compost per un segment llarg (L), un mitjà (M) i un altre curt (C). Concretament els segments L i C codifiquen dues glicoproteïnes de la coberta externa lipídica: N (nucleocàpside) i C (càpside), que són necessàries per a la introducció de virus dins la cèl·lula hoste per endocitosi.
Presenta una gran semblança estructural amb les famílies de flavivirus i alfavirus a causa de la presència comuna de la proteïna C, fet que ens suggereix que pot haver-hi un origen comú entre aquestes famílies de virus.
El virus de la febre de la Vall del Rift es transmet a través d'insectes hemàtofags (principalment mosquits) i per contacte directe o indirecte. Afecta fonamentalment animals domèstics (bestiar boví, búfals, ovelles, cabrescamells) originant altes taxes de morbilitat i mortalitat. També pot causar zoonosis.
El primer cas de febre de la Vall del Rift (FVR) va ser declarat per uns veterinaris de la Vall del Rift de Kenya que van detectar la malaltia en un ramat oví a principis del 1915.
La febre de la Vall del Rift és endèmica a les regions de l'est i el sud d'Àfrica, on es cria el bestiar oví i boví, però el virus (vFVR) existeix en gran part de l'Àfrica subsahariana, incloent l'oest africà i l'illa de Madagascar.

## Transmissió
Aquest virus pot ser transmès per diferents vies:
- Vector: diverses espècies de mosquits poden transmetre aquest virus però també és possible fer-ho a través de mosques hematòfagues. Els principals vectors són mosquits del gènere Aedes i Culex. (ex: Aedes vexans, Culex tritaeniorhynchus…).[1]

- Contacte directe: és la via més freqüent de transmissió d'aquest virus en els humans. La transmissió es dona pel contacte amb sang o teixits animals infectats, per tant hi haurà un grup de professionals més susceptibles a patir la infecció (ex: grangers, veterinaris, personal de l'escorxador…).

El virus pot infectar l'ésser humà mitjançant la inoculació passiva (entrada a través d'una ferida) o activa (tall, punxada...). També pot ser transmès per inhalació d'aerosols produïts durant el sacrifici dels animals infectats. Finalment també s'han trobat indicis de la possible transmissió a través de llet no pasteuritzada d'animals infectats.
Actualment es considera que no és possible la transmissió entre persones.
El virus de la febre de la Vall del Rift s'ha pogut aïllar de diverses espècies de ratpenat (ex: Micropteropus pusillus, Hipposideros abae). Es creu que podrien actuar com a reservori del virus.

### Vector
El principal mosquit que actua com a vector pot variar depenent de la regió.
El virus del FVR principalment es propaga per la picada dels mosquits infectats, els quals obtenen el virus alimentant-se d'animals infectats (animals virèmics). És freqüent que en èpoques de pluges intenses proliferin les poblacions de mosquits, ja que permet l'eclosió dels ous, fet que comporta un augment de la transmissió del virus.
A més a més, s'ha de tenir en compte que, en algunes espècies de mosquits, les femelles poden transmetre el virus a la seva descendència per mitjà dels seus ous (de forma transovàrica), els quals poden sobreviure durant diversos anys en condicions de sequera. D'aquesta manera s'assegura la supervivència del virus en el medi ambient i s'augmenten les generacions de mosquits infectats.
Un dels majors riscs és la introducció del virus en zones que no estaven afectades gràcies a la presència d'animals infectats i del mosquit que pot actuar com a vector.
El manteniment de la transmissió del virus, per tant, està assegurat per diferents espècies que poden ser usats com a vector i reservori.

## Arma biològica
La febre de la Vall del Rift va ser un dels més d'una dotzena d'agents que els Estats Units va investigar com a armes biològiques potencials abans que es suspengués el seu programa d'armes biològiques l'any 1969 a conseqüència de possibles amenaces de llançaments de bomba que podrien causar el pànic en el país.
El virus de la febre de la Vall del Rift és considerat una arma biològica perquè és capaç de causar febres hemorràgiques agudes, juntament amb un estat de debilitat i una gran morbilitat en humans, que hi són molt susceptibles. Concretament augmenta la permeabilitat vascular, provoca hemorràgies conjuntivals i dèrmiques de característiques petequials. També pot causar hipotensió arterial.
Tot això pot evolucionar en els casos més greus fins a un estat de xoc i hemorràgia generalitzada en mucoses que involucra als sistemes hematopoètics, neurològics i pulmonars. De totes maneres, la importància com a arma biològica no és tant la mortalitat, que és inferior a l'1%, sinó les afectacions permanents a nivell de ceguesa i/o neurològiques quan la malaltia es presenta en la forma més greu o en els casos més lleus la inhabilitació temporal per la malaltia.